# Collegio uninominale Lombardia 2 - 02 (2020)
Il collegio elettorale uninominale Lombardia 2 - 02 è un collegio elettorale uninominale della Repubblica Italiana per l'elezione della Camera dei deputati.

## Territorio
Come previsto dalla legge n. 51 del 27 maggio 2019, il collegio è stato definito tramite decreto legislativo all'interno della circoscrizione Lombardia 2.
È formato dal territorio di 37 comuni della provincia di Varese: Albizzate, Arsago Seprio, Besnate, Busto Arsizio, Cairate, Cardano al Campo, Carnago, Caronno Pertusella, Casorate Sempione, Cassano Magnago, Castellanza, Cavaria con Premezzo, Cislago, Fagnano Olona, Ferno, Gallarate, Gerenzano, Golasecca, Gorla Maggiore, Gorla Minore, Jerago con Orago, Lonate Pozzolo, Marnate, Mercallo, Oggiona con Santo Stefano, Olgiate Olona, Origgio, Samarate, Saronno, Sesto Calende, Solbiate Arno, Solbiate Olona, Somma Lombardo, Sumirago, Uboldo, Vergiate e Vizzola Ticino.
Il collegio è parte del collegio plurinominale Lombardia 2 - 01.

## Eletti
| Elezione | Elezione | Deputato         | Partito                  |
| -------- | -------- | ---------------- | ------------------------ |
|          | 2022     | Stefano Candiani | Lega per Salvini Premier |

## Dati elettorali

### XIX legislatura
Come previsto dalla legge elettorale, 147 deputati sono eletti con sistema a maggioranza relativa in altrettanti collegi uninominali a turno unico.
| Candidati                                 | Candidati                  | Voti    | %     | Liste                          | Voti    | %     |
| ----------------------------------------- | -------------------------- | ------- | ----- | ------------------------------ | ------- | ----- |
|                                           | Stefano Candiani ✔️ Eletto | 127 101 | 53,44 | Fratelli d'Italia              | 70 483  | 29,64 |
| Lega per Salvini Premier                  | Stefano Candiani ✔️ Eletto | 127 101 | 53,44 | 34 752                         | 14,61   |       |
| Forza Italia                              | Stefano Candiani ✔️ Eletto | 127 101 | 53,44 | 19 072                         | 8,02    |       |
| Noi moderati/Lupi - Toti - Brugnaro - UDC | Stefano Candiani ✔️ Eletto | 127 101 | 53,44 | 2 794                          | 1,17    |       |
|                                           | Federica Gasbarro          | 55 883  | 23,50 | Partito Democratico-IDP        | 38 249  | 16,08 |
| +Europa                                   | Federica Gasbarro          | 55 883  | 23,50 | 8 590                          | 3,61    |       |
| Alleanza Verdi e Sinistra                 | Federica Gasbarro          | 55 883  | 23,50 | 8 084                          | 3,40    |       |
| Impegno Civico - Centro Democratico       | Federica Gasbarro          | 55 883  | 23,50 | 960                            | 0,40    |       |
|                                           | Gianluigi Farioli          | 24 310  | 10,22 | Azione - Italia Viva - Calenda | 24 310  | 10,22 |
|                                           | Vittorio Salvo             | 18 668  | 7,85  | Movimento 5 Stelle             | 18 668  | 7,85  |
|                                           | Tiziano Fracchia           | 5 089   | 2,14  | Italexit                       | 5 089   | 2,14  |
|                                           | Rossano Ferrazzano         | 2 744   | 1,15  | Italia Sovrana e Popolare      | 2 744   | 1,15  |
|                                           | Antonio Cuomo              | 2 137   | 0,90  | Unione Popolare                | 2 137   | 0,90  |
|                                           | Marco Bolis                | 1 589   | 0,67  | Vita                           | 1 589   | 0,67  |
|                                           | Manuela Motta              | 315     | 0,13  | Noi di Centro – Europeisti     | 315     | 0,13  |
| Totale                                    | Totale                     | 237 836 | 100   |                                | 237 836 | 100   |
|                                           |                            |         |       |                                |         |       |
| Schede bianche                            | Schede bianche             | 2 988   | 1,21  |                                |         |       |
| Schede nulle                              | Schede nulle               | 6 579   | 2,66  |                                |         |       |
| Votanti                                   | Votanti                    | 247 403 | 67,98 |                                |         |       |
| Elettori                                  | Elettori                   | 363 940 |       |                                |         |       |